# Chaławy
Chaławy – wieś w Polsce położona w województwie wielkopolskim, w powiecie śremskim, w gminie Brodnica. W latach 1975–1998 miejscowość administracyjnie należała do województwa poznańskiego.

## Położenie
Wieś położona na południowy zachód od Brodnicy przy drodze wojewódzkiej nr 310 (Śrem – Czempiń – Głuchowo). We wsi znajduje się skrzyżowanie z drogą powiatową nr 4065 przez Piotrowo do Brodnicy.

## Historia
Pierwsza wzmianka o wsi pochodzi z 1366 i wspomina sprzedaż majątku przez dziedziców Chaław, Młodotę, Mikołaja i Rędziwoja, części wsi Zbrosławowi z Pucołowa.

## Zabytki
Zabytkami prawnie chronionymi są:
- zespół dworski (obecnie ośrodek leczenia uzależnień od substancji psychoaktywnych[6]):
  - dwór z 1880-1885, obecnie hotel i restauracja,
  - park z końca XIX wieku o powierzchni 2,62 ha;
- magazyn zbożowy znajdujący się na terenie folwarku z 1904.

## Demografia
Liczba mieszkańców miejscowości w poszczególnych latach:
| Rok  | Ilość mieszkańców |
| ---- | ----------------- |
| 1998 | 322               |
| 2002 | 270               |
| 2009 | 285               |
| 2011 | 273               |
| 2021 | 228               |

Od roku 1998 do 2021 liczba osób żyjących w miejscowości zmniejszyła się o 29,2%.